# Giuseppe Macchi
Giuseppe Macchi (ur. 10 czerwca 1845 w Palestrinie, zm. 8 czerwca 1906 w Lizbonie) – włoski duchowny rzymskokatolicki, arcybiskup tytularny, dyplomata papieski.

## Biografia
11 kwietnia 1868 otrzymał święcenia prezbiteriatu i został kapłanem diecezji Palestrina.
27 lutego 1880 papież Leon XIII mianował go biskupem pomocniczym diecezji Palestrina oraz biskupem in partibus infidelium gadarskim. 14 marca 1880 w bazylice św. Apolinarego przy Termach w Rzymie przyjął sakrę biskupią z rąk prefekta Świętej Kongregacja ds. Studiów, kardynała-biskupa Palestriny Antonio Saverio De Luki. Współkonsekratorami byli wikariusz apostolski Konstantynopola abp Vincenzo Vannutelli oraz poprzedni biskup pomocniczy Palestriny, biskup Ferentino Pietro Facciotti.
Z urzędu tego zrezygnował 9 kwietnia 1889. Został wówczas mianowany arcybiskupem tytularnym amasejskim. Trzy dni później został delegatem apostolskim w Boliwii, Ekwadorze i Peru.
2 sierpnia 1897 został przeniesiony na urząd internuncjusza apostolskiego w Brazylii. 19 sierpnia 1897 zmieniono jego stolicę tytularną na arcybiskupstwo thessalonickie. 14 lutego 1901 jego urząd został podniesiony do rangi nuncjusza apostolskiego.
21 lipca 1902 został nuncjuszem apostolskim w Bawarii.
6 stycznia 1904 papież Pius X mianował go nuncjuszem apostolskim w Portugalii. Urząd ten pełnił do śmierci 8 czerwca 1906.